# Самотній чарівник
«Самотній чарівник» (англ. A Wizard Alone) — фентезійний роман американської письменниці Даян Двейн, опублікований 2002 року. Сиквел роману «Дилема чарівника».

## Сюжет
|  | Автор вніс значні зміни для редакції циклу «Нове тисячоліття», які не відображені в наведеному тут короткому описі сюжету |

Після подій, описаних у «Дилемі чарівника» (смерть її матері) Ніта впадає в депресію. Їй також снилися дивні сни про самотнього персонажа, який відмовлявся від будь-якої допомоги. Їй важко зрозуміти мову самотнього персонажа.
Тим часом Том і Карл просять Кіт допомогти знайти Дерріла Макалістера, хлопчика-аутиста, який переживає важкі випробування, і безвісти зник протягом останніх трьох місяців, але Дарріл зовсім не такий, як виглядає. Він Абдал: постать величезної сили та провідник добра від Того, хто обмежує владу Самотнього у Всесвіті та може існувати в декількох місцях одночасно. Використовуючи здатність Понча «прогулюватися» всесвітами, Кіт проникає в свідомість Дарріла, щоб допомогти йому під час Випробовування, де він бачить, як Дарріла катують, але надмірне опромінення викликає у Кіта антисоціальні тенденції та зміни настрою, підхоплені від самого Дарріла. Він починає набувати аутичних рис Дарріла і потрапляє в пастку його свідомості. Коли Ніта дивиться в дивні сни, вона починає розуміти самотнього героя, який, як вона здогадується є хлопчиком Кітом та впливає на Дарріла. Коли вона розуміє, що Дарріл — це Абдал, який насправді обманює Самотнього, вона приходить в його думку, намагаючись врятувати Кіта і Дарріла. Тим часом Дарріл створив у своєму розумі пастку, в яку він заманює Самотнього і змушує його відчувати аутизм, з яким має справу щодня. Це пастка, в якій застряг Кіт, і Ніта змушена також туди потрапити.
Зрештою Ніта руйнує пастку та звільняє Дарріла, Кіта та Самотнього. Дерріл змушує Самотнього прийняти угоду, згідно з якою Дарріл залишається у своєму власному всесвіті, якщо Самотній колись до нього повернеться. Однак Дарріл уникає цієї угоди завдяки здатності існувати в декількох місцях і залишає себе аутистом у всесвіті, поки повертається до свого тіла, вільного від аутизму.